# Oleria tapio
Oleria tapio is een vlinder uit de familie Nymphalidae. De wetenschappelijke naam van de soort is voor het eerst geldig gepubliceerd in 1953 door Felix Bryk.